# Józef Mazurkiewicz (żołnierz)
Józef Mazurkiewicz (ur. 1 kwietnia 1901 w Binarowej, zm. 10 lipca 1976 w Jaśle) – żołnierz Wojska Polskiego w II Rzeczypospolitej, kawaler Orderu Virtuti Militari.

## Życiorys
Urodził się w rodzinie Franciszka (właściciela młyna) i Anny z domu Czeluśniak.
Absolwent seminarium nauczycielskiego w Krośnie, po ukończeniu którego podjął (od 1917 roku) pracę na stanowisku kierownika młyna w Jaśle. W dniu 5 listopada 1918 roku wstąpił jako ochotnik do kompanii krośnieńskiej (będącej częścią 3 batalionu Strzelców Sanockich), z której został zwolniony pod koniec tegoż miesiąca. Do odrodzonego Wojska Polskiego wcielony z dniem 13 grudnia 1918 roku, z jednoczesnym przydziałem do 1 pułku artylerii polowej. Uczestnik wojen polsko-ukraińskiej i polsko-radzieckiej. W szeregach 1 pap walczył pod Przemyślem, Stanisławowem i Bobrujskiem. Z końcem września 1919 roku został bezterminowo urlopowany z wojska, powrócił do służby w dniu 16 lipca 1920 roku. Otrzymał wówczas przydział do 21 pułku artylerii polowej, wchodzącego w skład Dywizji Górskiej. Odznaczył się w dniu 30 sierpnia 1920 roku podczas wyprawy na Gródek Jagieloński, kiedy to pełniąc służbę jako wywiadowca wziął do niewoli bolszewika (kozaka) z ważnymi rozkazami. Za ten czyn kanonier Józef Mazurkiewicz odznaczony został Krzyżem Srebrnym Orderu Virtuti Militari. Nadanie to zostało następnie potwierdzone dekretem Wodza Naczelnego marszałka Józefa Piłsudskiego L.2948 z 11 maja 1921 roku (opublikowanym w Dzienniku Personalnym Ministerstwa Spraw Wojskowych nr 20 z dnia 21 maja 1921 roku).
Po zakończeniu działań wojennych pracował jako nauczyciel i kierownik trzyklasowej szkoły powszechnej w Żurowej, powiat jasielski, woj. krakowskie, a od roku 1935 zajmował stanowisko kierownika szkoły w Święcanach. 
W okresie okupacji jako członek Armii Krajowej zaangażowany był w tajne nauczanie. Aresztowany w 1945 roku, był więziony przez NKWD i Urząd Bezpieczeństwa. Od roku 1966 przebywał na emeryturze. 
Zmarł w Jaśle i spoczywa na tamtejszym cmentarzu komunalnym (sektor 6-1-478a). 
Żoną Józefa Mazurkiewicza była od 1931 roku Maria z domu Zając (zm. 1994), z którą mieli synów Macieja i Andrzeja.

## Ordery i odznaczenia
- Krzyż Srebrny Orderu Virtuti Militari nr 300[6]
- Złoty Krzyż Zasługi
- Srebrny Krzyż Zasługi (10 listopada 1933)[7]